# Catherine Wolfe Bruce

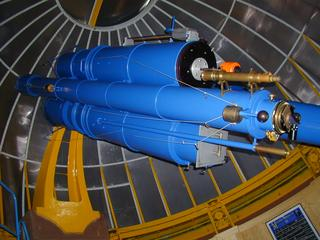
Astrógrafo doble Bruce en el Observatorio de Heidelberg-Königstuhl, Alemania

Catherine Wolfe Bruce (Nueva York, 22 de enero de 1816 - Nueva York, 13 de marzo de 1900) fue una famosa filántropa y patrocinadora de instituciones astronómicas estadounidense.

## Primeros años
Bruce nació en 1816. Era hija de George Bruce (1781-1866), un famoso fundidor de tipos de imprenta que nació en Edimburgo, y de Catherine Wolfe (1785-1861), hija de David Wolfe (1748-1836) de la ciudad de Nueva York. Su hermano era David Wolfe Bruce (1824-1895), quien, junto con David Wolfe Bishop, heredó la fortuna de su prima, Catharine Lorillard Wolfe.

## Carrera
Estudió pintura, aprendió latín, alemán, francés e italiano, y estaba familiarizada con la literatura de esos idiomas.
En 1890, escribió y publicó una traducción del "Dies irae". Ese mismo año, regresó a Heidelberg y comenzó a dar conferencias en la universidad como privatdozent, esencialmente como instructora no remunerada.

## Vida personal
Debido a una enfermedad cada vez más grave, fue confinada en su hogar situado en el número 810 de la Quinta Avenida de la ciudad de Nueva York, y murió en 1900 a los 84 años de edad.

### Filantropía

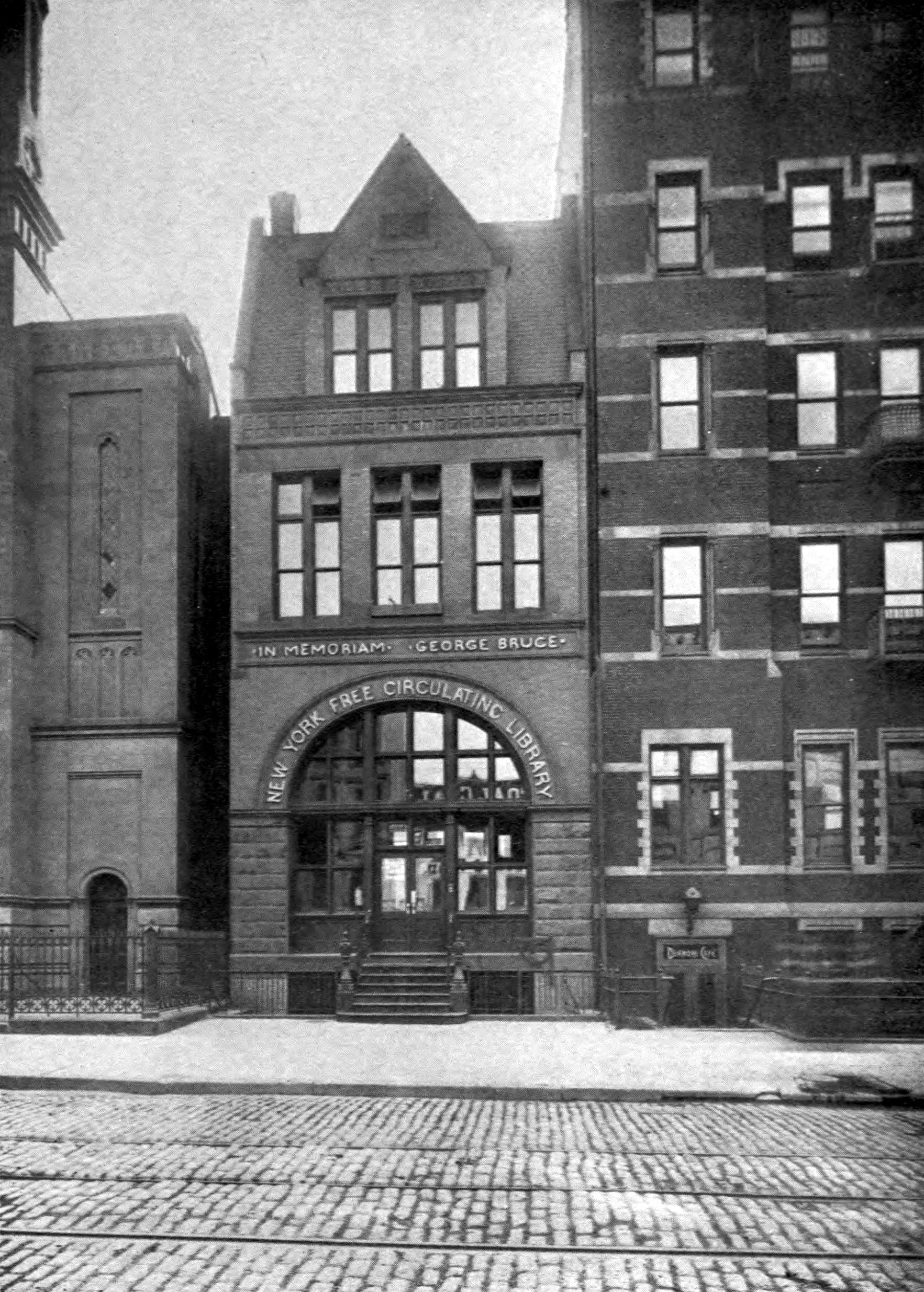
El edificio original de la Biblioteca George Bruce en la calle 42 (Manhattan), 1888

En 1877 donó 50 000 dólares para la construcción de una biblioteca y la compra de libros en memoria de su padre. La biblioteca, diseñada por G. E. Harney, era conocida inicialmente como la "New York Free Circulating Library". Se completó en 1888 y estaba ubicada en el cruce de las calles 226 Oeste y 42. El edificio se vendió en 1913 y los ingresos se usaron para construir la actual Biblioteca George Bruce, ubicada en la calle 125 en Harlem y diseñada por Carrère & Hastings..
No fue hasta los 72 años cuando entró en contacto con el ámbito de la astronomía. Fue a raíz de la lectura de un artículo de Simon Newcomb, en el que el astrónomo declaró que la mayoría de los descubrimientos significativos en astronomía ya se habían realizado. Bruce le contestó protestando. "Creo que estamos empezando - solo hay que desarrollar el trabajo en fotografía, espectroscopia, química y pronto, pero quizá no en esta generación, electricidad... El mundo es joven". Entre 1889 y 1899, Bruce realizó 54 donaciones a distintos proyectos astronómicos, por un importe total de más de 275 000 dólares.
En 1887, donó la "Biblioteca Libre George Bruce". En 1898 creó junto a la Astronomical Society of the Pacific y financió la Medalla Bruce. La idea primigenia de la asociación había sido otorgarla al trabajo más importante en el campo de la astronomía del año. Sin embargo, Bruce sugirió que se ampliase ya que "algunos años no habrá un trabajo notable". También pidió que la medalla fuese internacional "de acuerdo con el generoso espíritu de la astronomía".
Entre 1889 y 1899 donó fondos al Observatorio del Harvard College (EE. UU.), al Observatorio Yerkes (EE. UU.) y al Observatorio de Heidelberg-Königstuhl (Alemania), dirigido en aquella época por Max Wolf, financiando la compra de nuevos telescopios en cada uno de esos institutos.

## Reconocimientos
- Recibió una medalla de oro otorgada por Federico I de Baden.[10]

## Eponimia
Se recuerdan con su nombre:
- La Medalla Bruce de la Sociedad Astronómica del Pacífico[4]
- El asteroide (323) Brucia[13]
- El cráter lunar Bruce[14]